# 4850 Palestrina
4850 Palestrina је астероид главног астероидног појаса са средњом удаљеношћу од Сунца која износи 2,880 астрономских јединица (АЈ).
Апсолутна магнитуда астероида је 12,7.